# Kanton Ronse
Kanton Ronse is een kanton in de Belgische provincie Oost-Vlaanderen in het Arrondissement Oudenaarde. Het is de bestuurslaag boven die van de desbetreffende gemeenten, tevens is het een gerechtelijk niveau waarbinnen één vredegerecht georganiseerd wordt dat bevoegd is voor de deelnemende gemeenten. Beide types kanton beslaan niet noodzakelijk hetzelfde territorium.

## Gerechtelijk kanton Ronse
Tot 2018 bestond er een gerechtelijk kanton Ronse. Het gerechtelijk kanton Ronse is gelegen in het gerechtelijk arrondissement Oost-Vlaanderen in het Gerechtelijk gebied Gent. Het kanton organiseert een vredegerecht voor de stad Ronse en de gemeenten Kluisbergen en Maarkedal.
De vrederechter is bevoegd bij gezinsconflicten, onderhoudsgeschillen, voogdij, voorlopige bewindvoering, mede-eigendommen, appartementseigendom, burenhinder ...
| Gebied           | Europese Unie    | België           | België           | België           | België           | Gent           | Oost-Vlaanderen | Oost-Vlaanderen             | Oost-Vlaanderen             | Ronse                           |                                 |                                 |                                 |
| Sociaal recht    | Hof van Justitie | Hof van Cassatie | Hof van Cassatie | Hof van Cassatie | Hof van Cassatie | Arbeidshof     | Arbeidshof      | Arbeidsrechtbank            | Arbeidsrechtbank            | Arbeidsrechtbank                | Arbeidsrechtbank                | Arbeidsrechtbank                |                                 |
| Handelsrecht     | Hof van Justitie | Hof van Cassatie | Hof van Cassatie | Hof van Cassatie | Hof van Cassatie | Hof van Beroep | Hof van Beroep  | Rechtbank van Koophandel    | Rechtbank van Koophandel    | Vredegerecht                    | Vredegerecht                    | Vredegerecht                    |                                 |
| Burgerlijk recht | Hof van Justitie | Hof van Cassatie | Hof van Cassatie | Hof van Cassatie | Hof van Cassatie | Hof van Beroep | Hof van Beroep  | Rechtbank van eerste aanleg | Rechtbank van eerste aanleg | Vredegerecht / Politierechtbank | Vredegerecht / Politierechtbank | Vredegerecht / Politierechtbank | Vredegerecht / Politierechtbank |
| Strafrecht       | Hof van Justitie | Hof van Cassatie | Hof van Cassatie | Hof van Cassatie | Hof van Cassatie | Hof van Beroep | Assisenhof      | Rechtbank van eerste aanleg | Rechtbank van eerste aanleg | Vredegerecht / Politierechtbank | Vredegerecht / Politierechtbank | Vredegerecht / Politierechtbank | Vredegerecht / Politierechtbank |

## Kieskanton Ronse
Het kieskanton Ronse beslaat de gemeenten Ronse en Kluisbergen. Het maakt deel uit van het provinciedistrict Oudenaarde, het kiesarrondissement Aalst-Oudenaarde en de kieskring Oost-Vlaanderen.
| Ronse            | Ronse            | Supranationaal         | Nationaal                         | Nationaal                 | Gemeenschap               | Gewest                    | Provincie                 | Arrondissement   | Provinciedistrict | Kanton          | Gemeente          | District         |
| ---------------- | ---------------- | ---------------------- | --------------------------------- | ------------------------- | ------------------------- | ------------------------- | ------------------------- | ---------------- | ----------------- | --------------- | ----------------- | ---------------- |
| Administratief   | Niveau           | Europese Unie          | België                            | België                    | Vlaanderen                | Vlaanderen                | Oost-Vlaanderen           | Oudenaarde       | Oudenaarde        | Oudenaarde      | Ronse Kluisbergen | -                |
| Administratief   | Bestuur          | Europese Commissie     | Belgische regering                | Belgische regering        | Vlaamse regering          | Vlaamse regering          | Deputatie                 | Deputatie        | Deputatie         | Deputatie       | Gemeentebestuur   | Districtscollege |
| Administratief   | Raad             | Europees Parlement     | Kamer van volksvertegenwoordigers | Vlaams Parlement          | Vlaams Parlement          | Vlaams Parlement          | Provincieraad             | Provincieraad    | Provincieraad     | Provincieraad   | Gemeenteraad      | Districtsraad    |
| Kiesomschrijving | Kiesomschrijving | Nederlands Kiescollege | Kieskring Oost-Vlaanderen         | Kieskring Oost-Vlaanderen | Kieskring Oost-Vlaanderen | Kieskring Oost-Vlaanderen | Kieskring Oost-Vlaanderen | Aalst-Oudenaarde | Oudenaarde        | Ronse           | Ronse Kluisbergen | -                |
| Verkiezing       | Verkiezing       | Europese               | Federale                          | Federale                  | Vlaamse                   | Vlaamse                   | Provincieraads-           | Provincieraads-  | Provincieraads-   | Provincieraads- | Gemeenteraads-    | Districtsraads-  |